# Symplocos clethrifolia
Espèce
Statut de conservation UICN

 VU B1ab(iii); D2 : Vulnérable
Symplocos clethrifolia est une espèce de plantes à fleurs de la famille des Symplocaceae.

## Publication originale
- Flora of Ecuador 43: 23. 1991.